# Architecture mudéjare

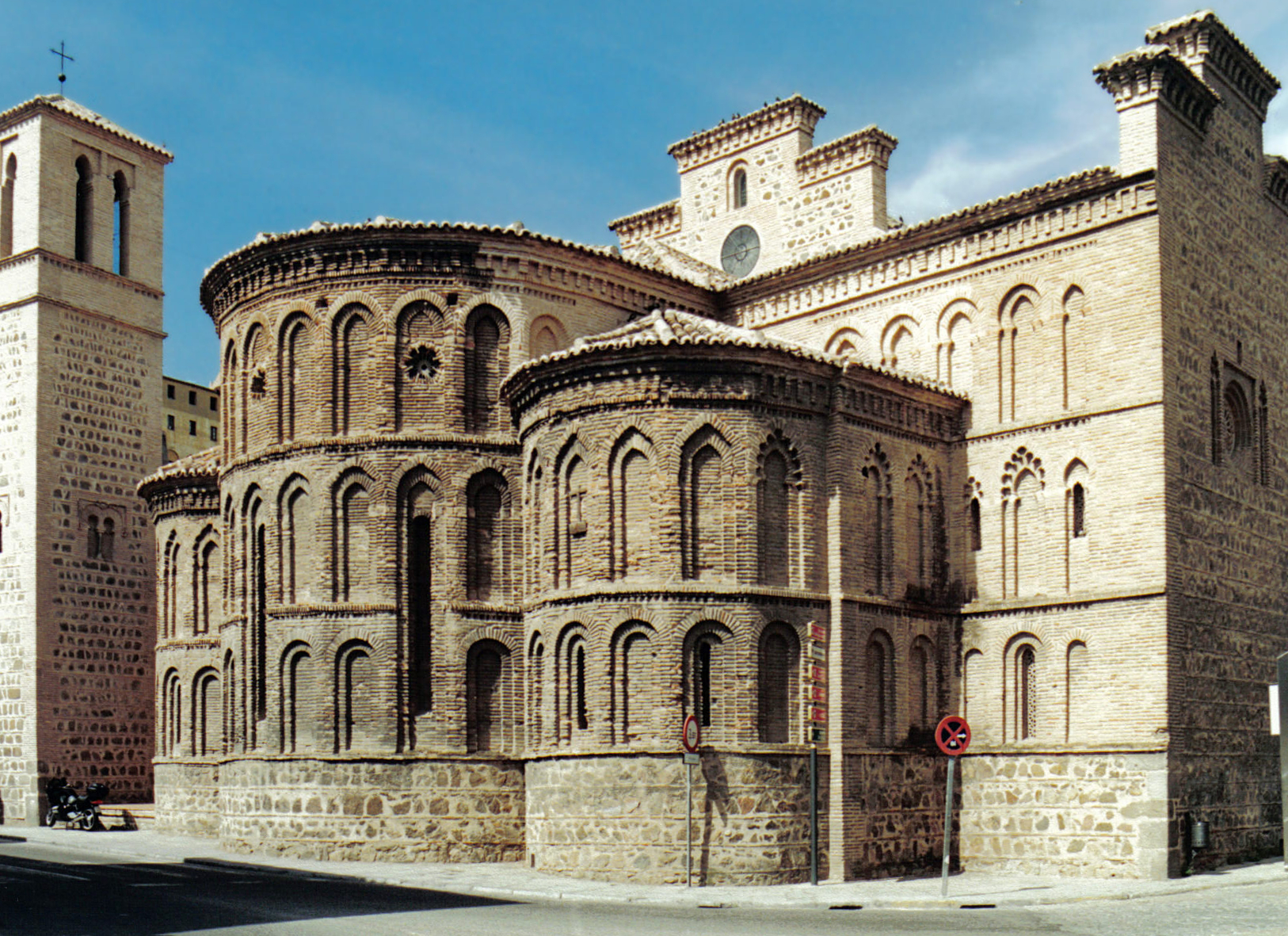
Chevet mudéjar de l'église Santiago del Arrabal de Tolède.

L'architecture mudéjare est une architecture qui s'est développée dans la péninsule Ibérique du XIIe siècle au XVIe siècle dans les régions conquises par les royaumes chrétiens et qui résulte de l'application aux édifices chrétiens (ou juifs) d'influences, de techniques et de matériaux musulmans.

## Historique

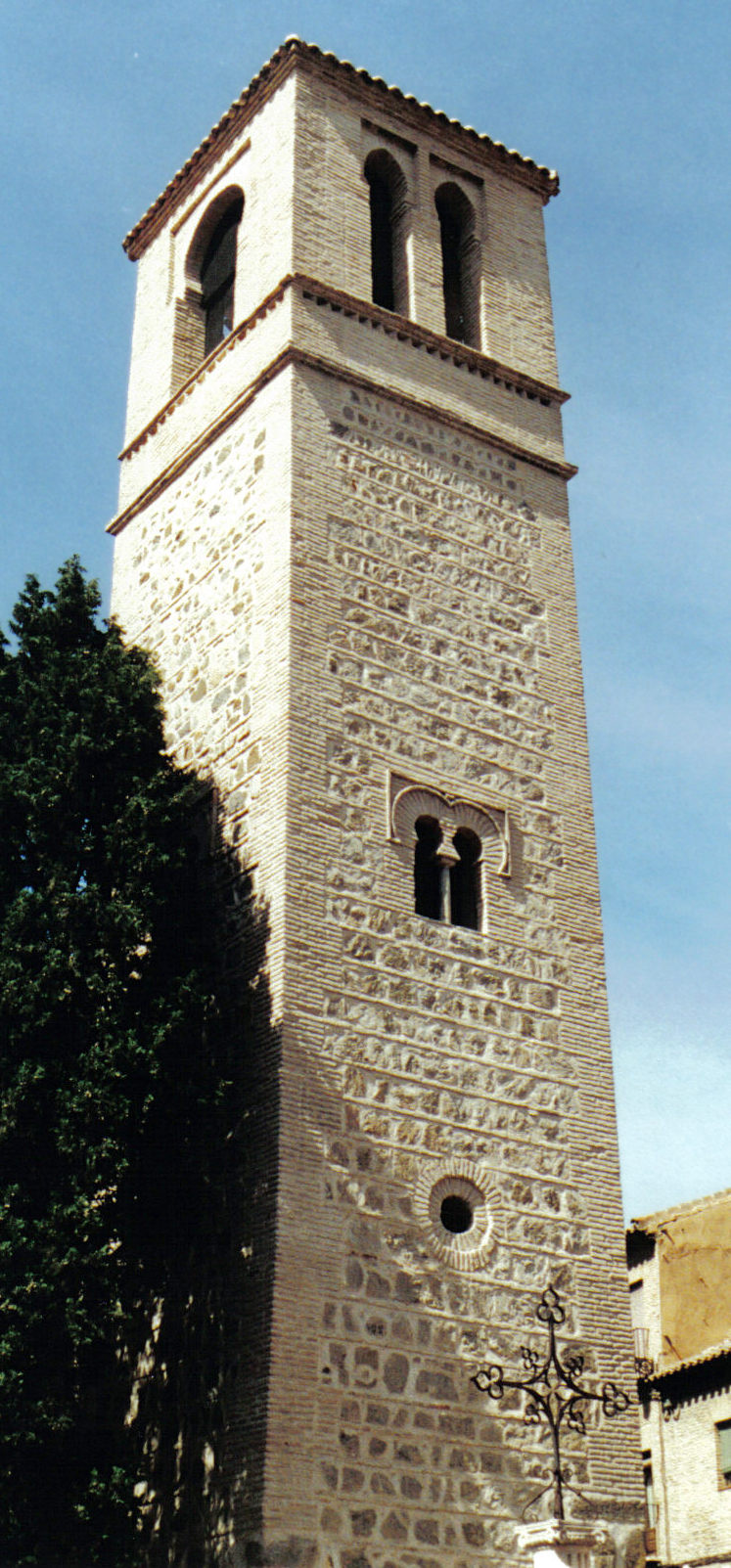
Clocher mudéjar de Santiago del Arrabal à Tolède présentant arcs outrepassés et alfiz de tradition omeyyade.

Les mudéjars sont des musulmans devenus sujets des royaumes chrétiens de León, Castille, Aragon et Portugal lors de l'expansion de ces royaumes vers le sud durant la Reconquista.
Au lendemain de la Reconquête, ils formaient la majorité de la population dans le royaume de Valence et en Andalousie. Ils étaient nombreux dans les campagnes et dans les grandes villes et représentaient presque partout la majorité des artisans.
Dans les régions reconquises par les royaumes chrétiens, les architectes et artisans mudéjars contribuèrent à la construction de nombreux édifices, chrétiens et juifs, religieux et civils.
Ces architectes et artisans mudéjars apportèrent à ces édifices leurs techniques, leurs matériaux (brique, azulejos) et leurs traditions ornementales et architecturales (la brique en appareils décoratifs, le plâtre sculpté, les plafonds à caissons appelés artesonados),, héritées des quatre grands styles architecturaux musulmans caractérisant la péninsule ibérique :
- l'architecture omeyyade :
  - arcs outrepassés
  - arcs polylobés
  - alfiz (encadrement rectangulaire de l'arc)

- l'architecture taïfa du XIe siècle (représentée principalement par l'Aljaferia de la taïfa houdide de Saragosse) :
  - arcs outrepassés brisés
  - grands arcs polylobés brisés
  - arcs recti-curvilignes

- l'architecture almohade : 
  - sebka (réseau d'arcs recti-curvilignes entrecroisés formant des losanges)
  - arcs sous sebka
  - merlons typiques des fortifications almohades

- l'architecture nasride :
  - arcs à muqarnas
  - arcs en plein-cintre avec intrados décoré
  - arcs en plein-cintre surbaissés
  - arcs en plein-cintre surhaussés

Ces apports furent appliqués en premier lieu à des églises : églises romanes (style roman-mudéjar), gothiques (style gothico-mudéjar) ou romano-gothiques (style romano-gothique mudéjar comme l'église Santiago del Arrabal de Tolède) avant de l'être à des synagogues (style judéo-mudéjar), des palais (alcazars) et des édifices militaires (portes d'enceintes, châteaux).

## Foyers d'architecture mudéjare

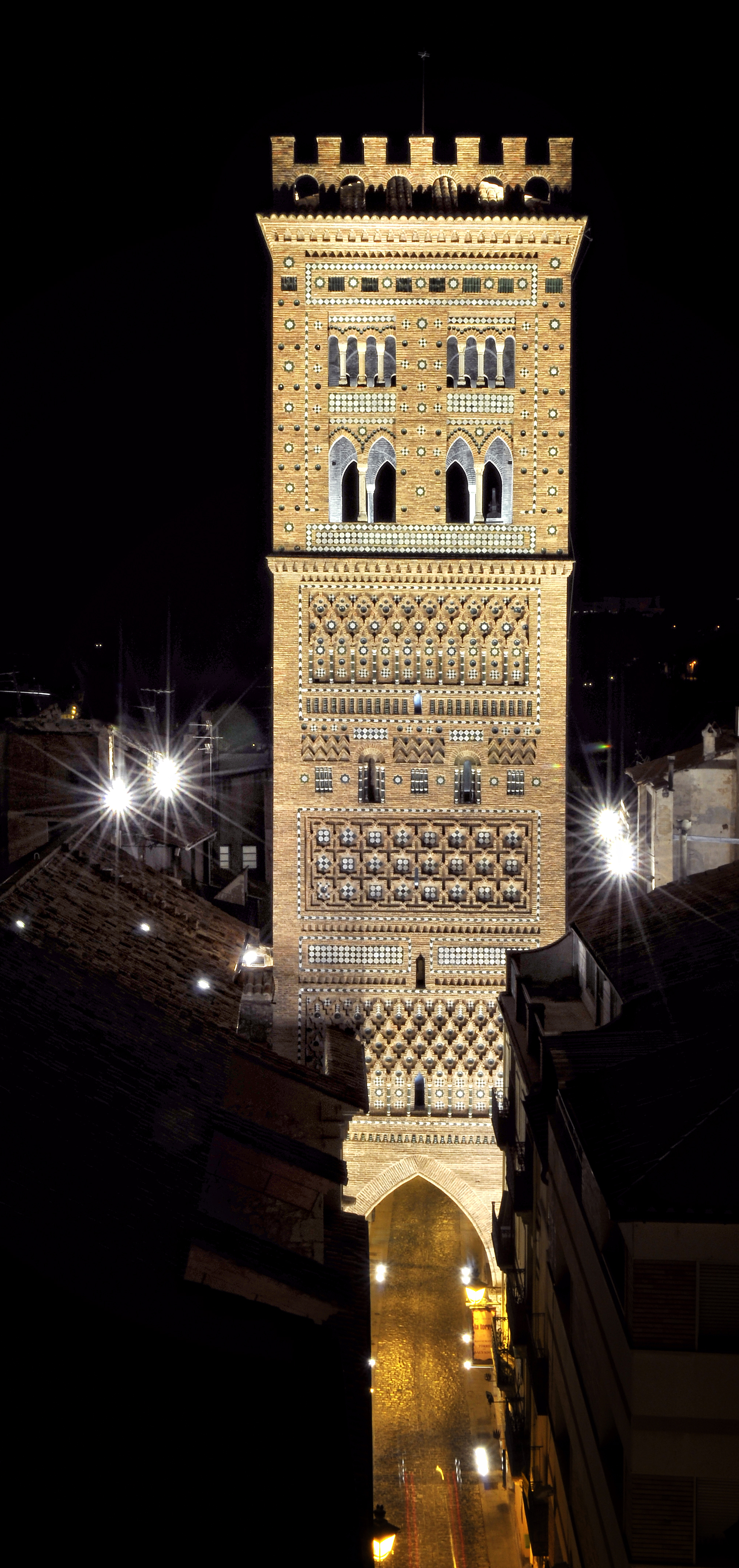
Tour du Salvador à Teruel.

On distingue six grands foyers d'architecture mudéjare dans la péninsule ibérique :
- León et Castille du nord : Sahagún, Toro, Olmedo, Arévalo, Château de Coca, Alba de Tormes, Tordesillas, Cuéllar

- Aragon : Teruel, Saragosse, Calatayud , Tobed, Tauste, Utebo ; ce foyer est caractérisé par de superbes tours-clochers dont beaucoup ont été classées « Patrimoine mondial » par l'Unesco[5]

- Castille du sud : Tolède, Guadalupe, Talavera de la Reina

- Andalousie : Cordoue, Séville, Jerez de la Frontera, Vejer de la Frontera

- Communauté valencienne: Jérica, Onda, Segorbe, Alfauir, Godella, Llíria, Sagonte, Torres Torres et Valence.

- sud du Portugal : Lisbonne, Évora, Alvito, Elvas, Sintra, Arraiolos

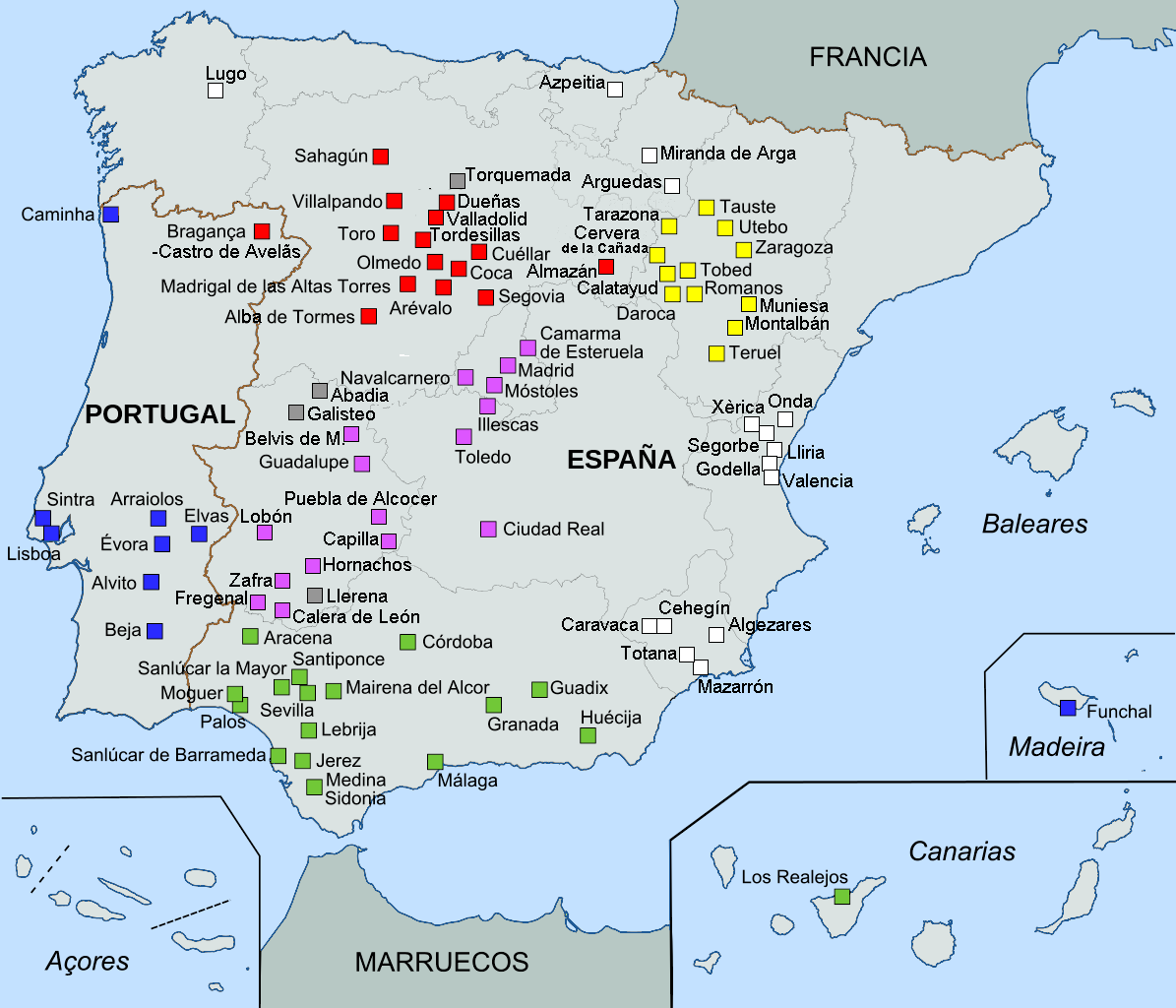
Foyers mudéjars en Espagne et au Portugal.

## Types d'architecture mudéjare
On distingue sept types d'architecture mudéjare dont certains peuvent être qualifiés de « style architectural » (style roman-mudéjar, style gothico-mudéjar) alors que d'autres sont caractérisés par un éclectisme mélangeant les influences omeyyades, taïfa, almohades et nasrides (judéo-mudéjar, mudéjar de cour, mudéjar militaire, mudéjar de la Renaissance).

### Architecture roman-mudéjare

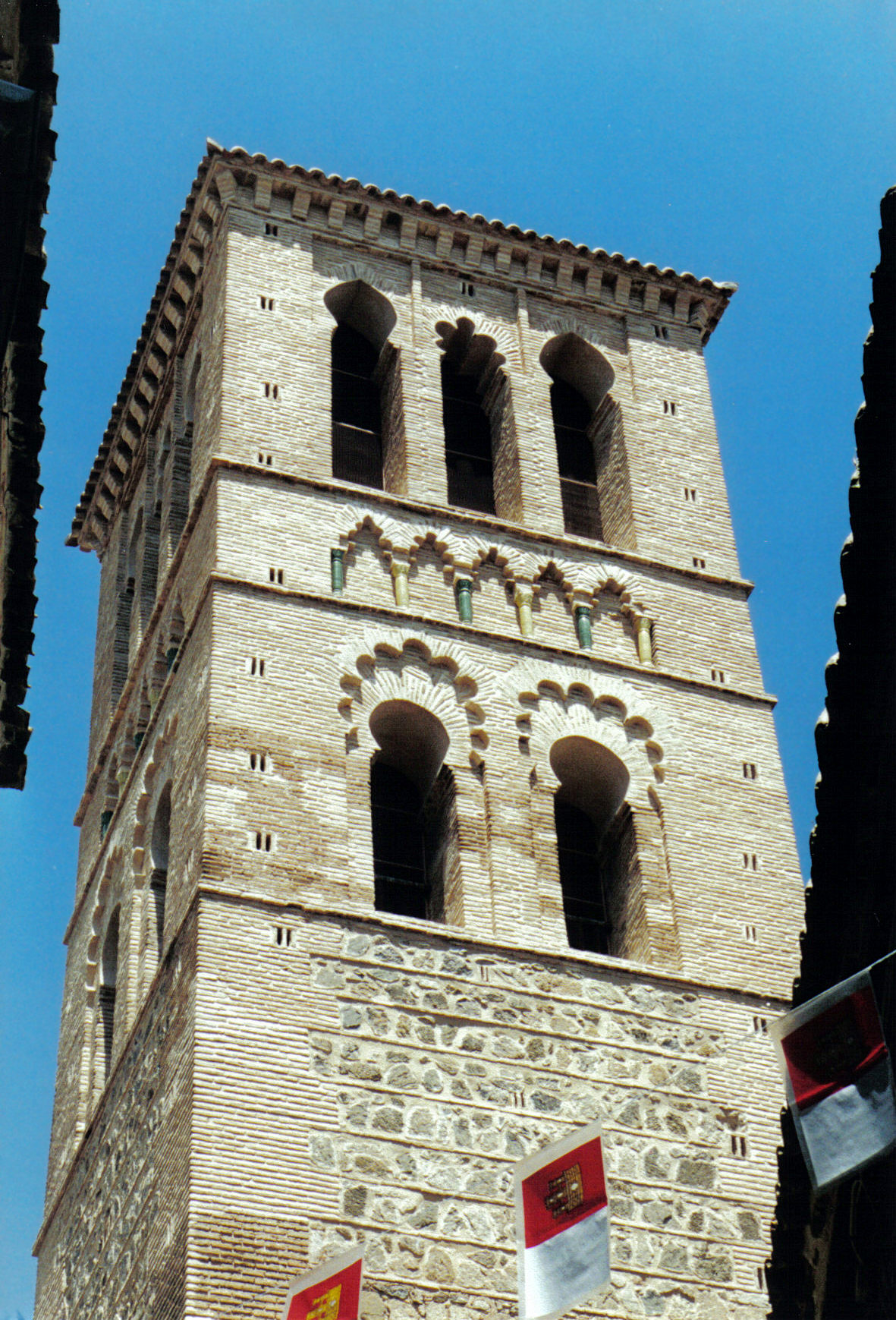
Clocher mudéjar de l'église Santo Tomé de Tolède.

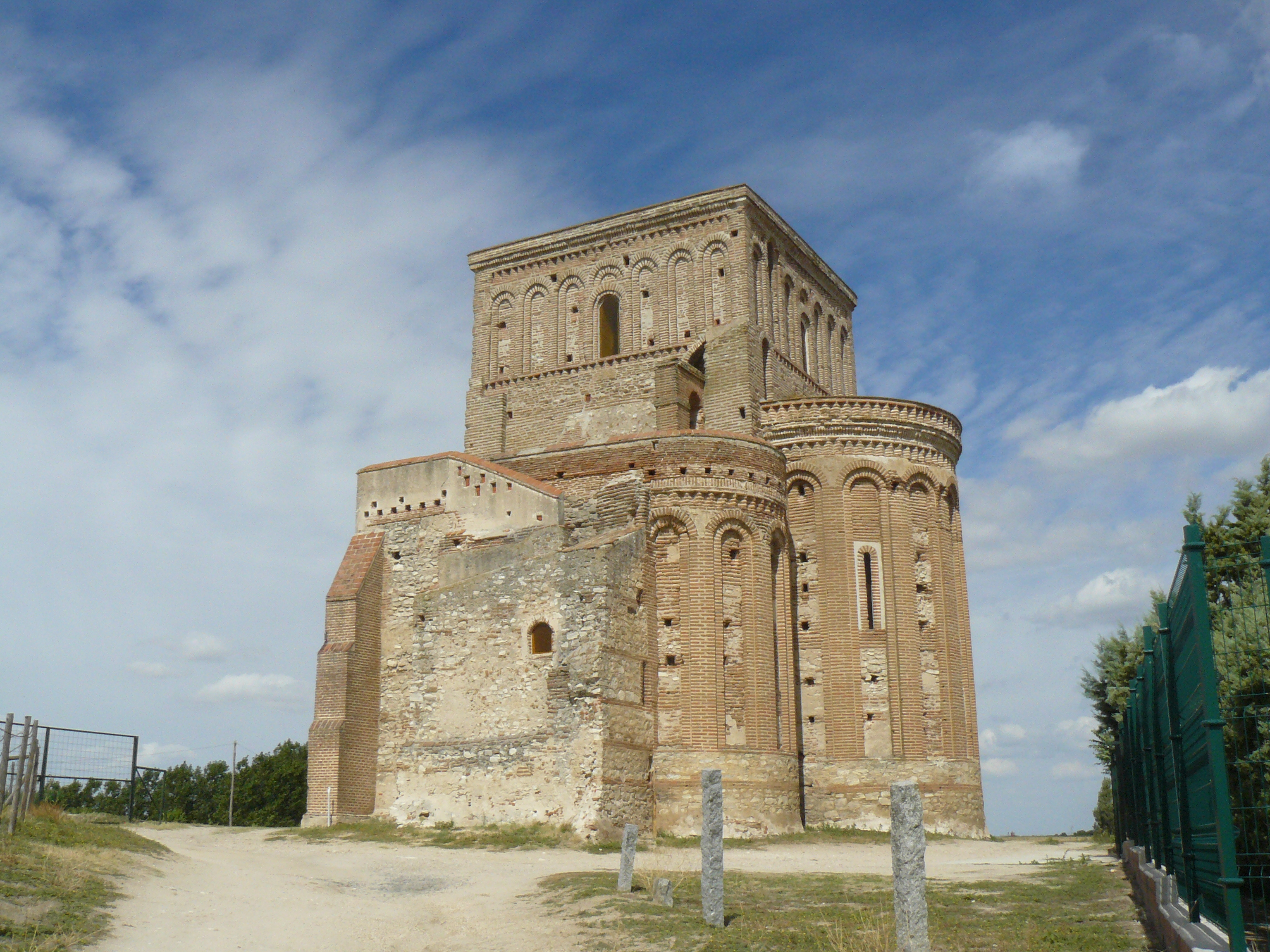
Chevet mudéjar de l'église de La Lugareja à Arévalo.

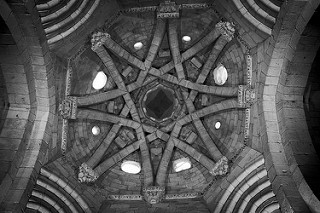
Coupole de l'église San Miguel d'Almazán.

Le « style roman-mudéjar » est constitué d'églises romanes construites en brique, ornées d'arcs outrepassés ou polylobés et généralement flanquées d'un clocher d'inspiration omeyyade souvent orné d'un arc outrepassé encadré d'un alfiz.
Il est abondamment représenté dans la région correspondant à l'ancien Royaume de León (Sahagún, Salamanque, Alba de Tormes, Toro, Olmedo) ainsi qu'en Castille (Cuéllar, Tolède, Arévalo).
- XIIe siècle :
  - Sahagún : église San Tirso[6]
  - Salamanque : église Santiago (abside)
  - Alba de Tormes[7] : 
    - église San Juan
    - église Santiago
    - église San Miguel
    - église Santo Domingo

  - Arévalo : église de La Lugareja[8]
  - Tolède : 
    - chevet de la Mosquée du Cristo de la Luz (chevet ajouté au XIIe siècle)[9]
    - église Santo Tomé

  - Cuéllar : église Saint-Étienne (San Esteban)

- XIIIe siècle
  - Sahagún : église de La Peregrina (1257)
  - Toro :
    - église San Lorenzo[10]
    - église de San Salvador de los Caballeros

  - Olmedo :
    - église San Miguel
    - église San Andres

  - Narros del Puerto :  église paroissiale de Nuestra Señora de la Asunción
  - Barromán : église paroissiale  de la Asunción
  - Tolède :
    - église Santiago del Arrabal (Saint-Jacques-des-Faubourgs), église romano-gothique surnommée la cathédrale du mudéjar
    - église Sainte-Léocadie
    - église San Miguel (tour mudéjare)
    - église San Andres (XIIe siècle-XIIIe siècle)
    - église San Bartolomé[11]
    - église San Lucas (tour mudéjare)

  - Cuéllar : 
    - église San Salvador[12]
    - église Saint-André

  - Samboal : église San Baudilio
  - Lebrija : intérieur de l'église Santa María de la Oliva (arcades en plein cintre outrepassé et coupoles)[13]
  - Almazán : coupole de l'église San Miguel[14]

### Architecture gothico-mudéjare
L'architecture gothico-mudéjare est constituée de deux styles distincts : le style gothico-mudéjar de brique et le style gothico-mudéjar de pierre.
Ces églises sont tantôt purement gothiques tantôt romano-gothiques comme l'église Santiago del Arrabal de Tolède. 

#### Style gothico-mudéjar de brique

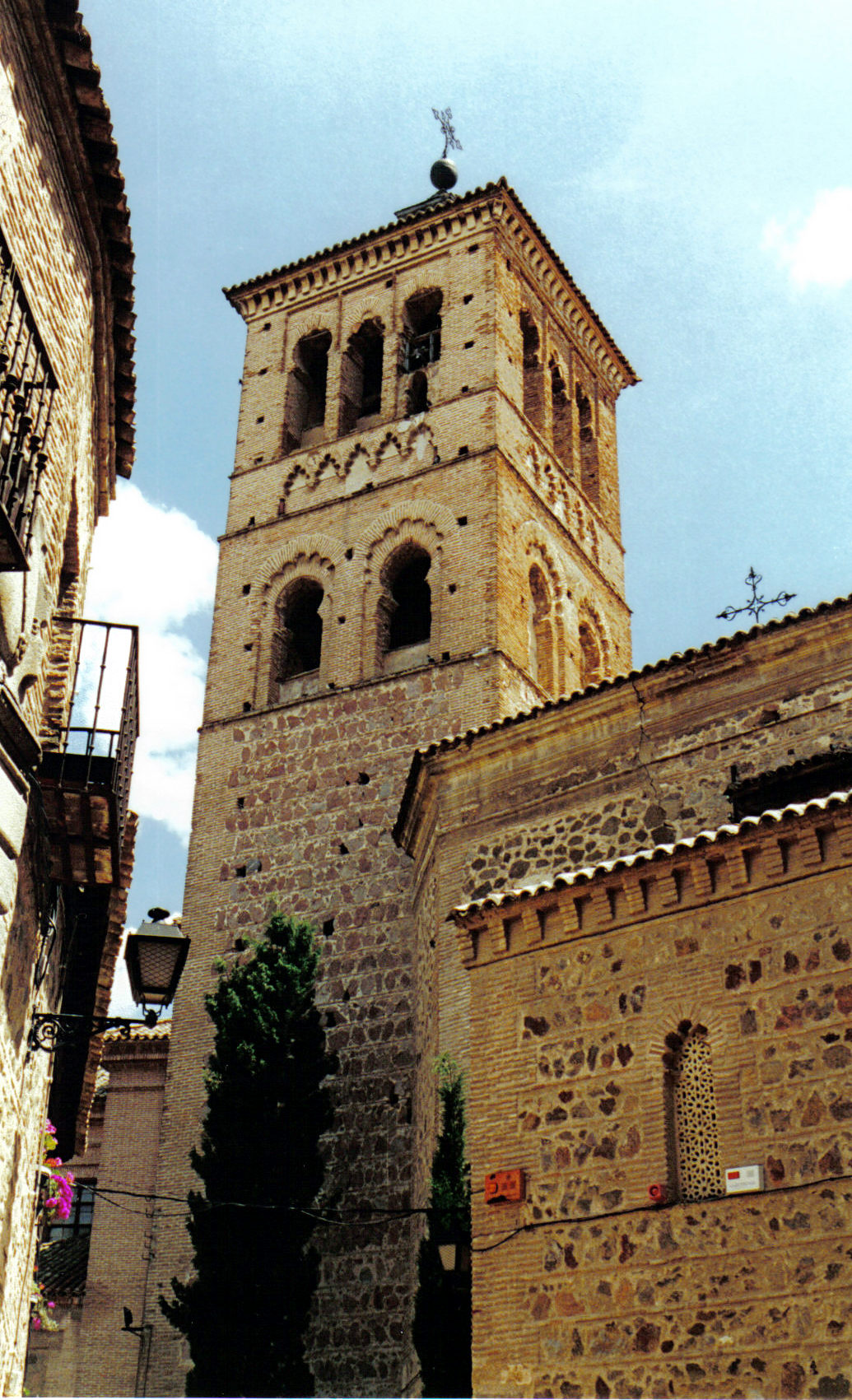
Clocher mudéjar de l'église San Román de Tolède.

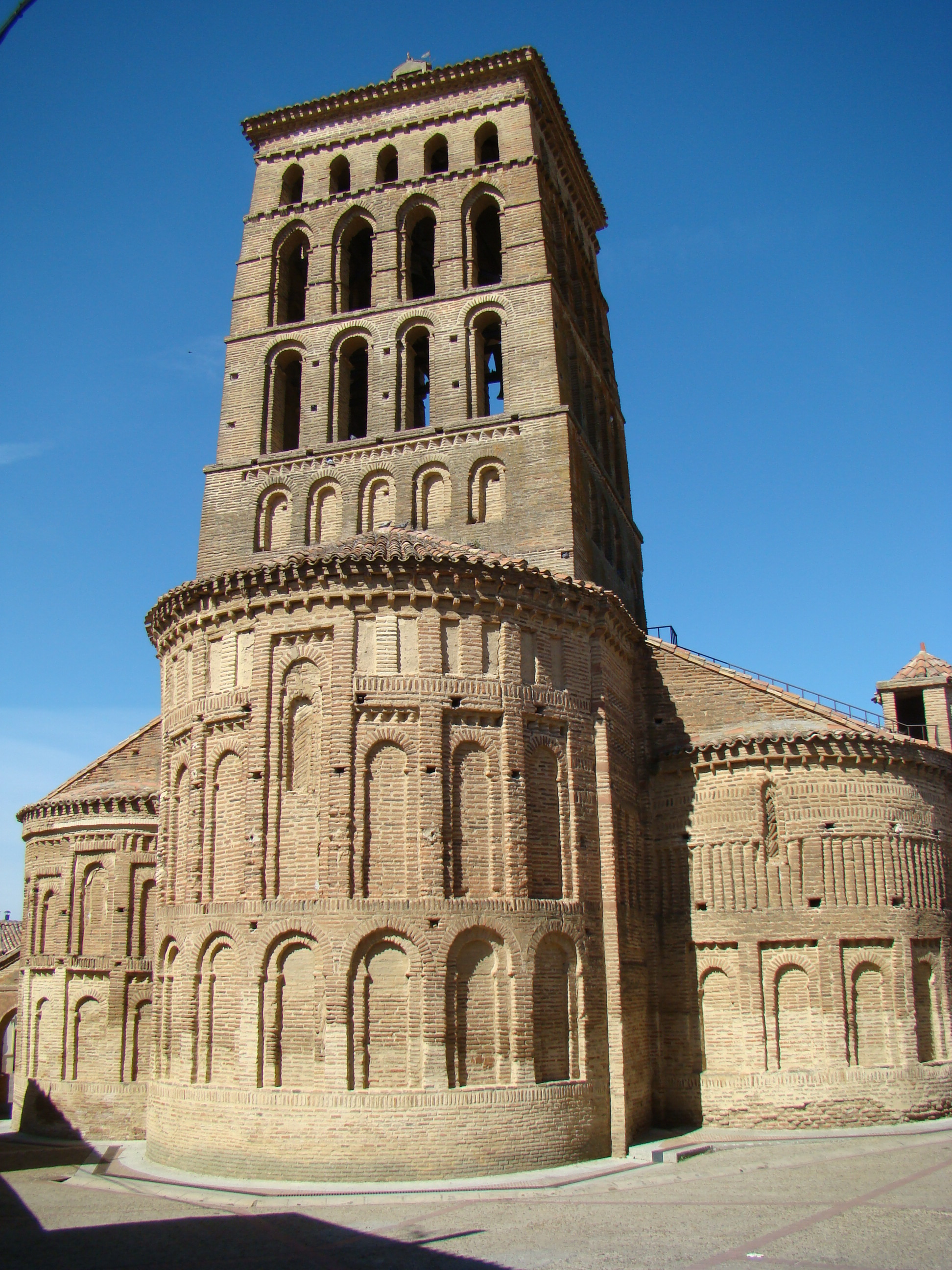
église San Lorenzo de Sahagún.

La plus belle incarnation du style gothico-mudéjar de brique est certainement constituée par les clochers mudéjars aragonais tels ceux de Teruel, Saragosse, Calatayud, Daroca, Alfajarín, Utebo…
- XIIIe siècle
  - Sahagún : 
    - église San Lorenzo[16],[17],[18]

  - Tolède :
    - église San Román
    - église Santa Eulalia

  - Talavera de la Reina : église El Salvador
  - Ocana : église San Juan Bautista (ex-synagogue)
  - Teruel : 
    - cathédrale Santa María de Media Villa (remarquable tour mudéjare)[19],[5]
    - tour et église San Pedro[20],[5]
    - tour et église San Martín[21],[13],[5]
    - tour et église San Salvador[22],[5]
    - tour de l'église Saint-Jean[23]

  - Tauste : église Santa María[24]

- XIVe siècle

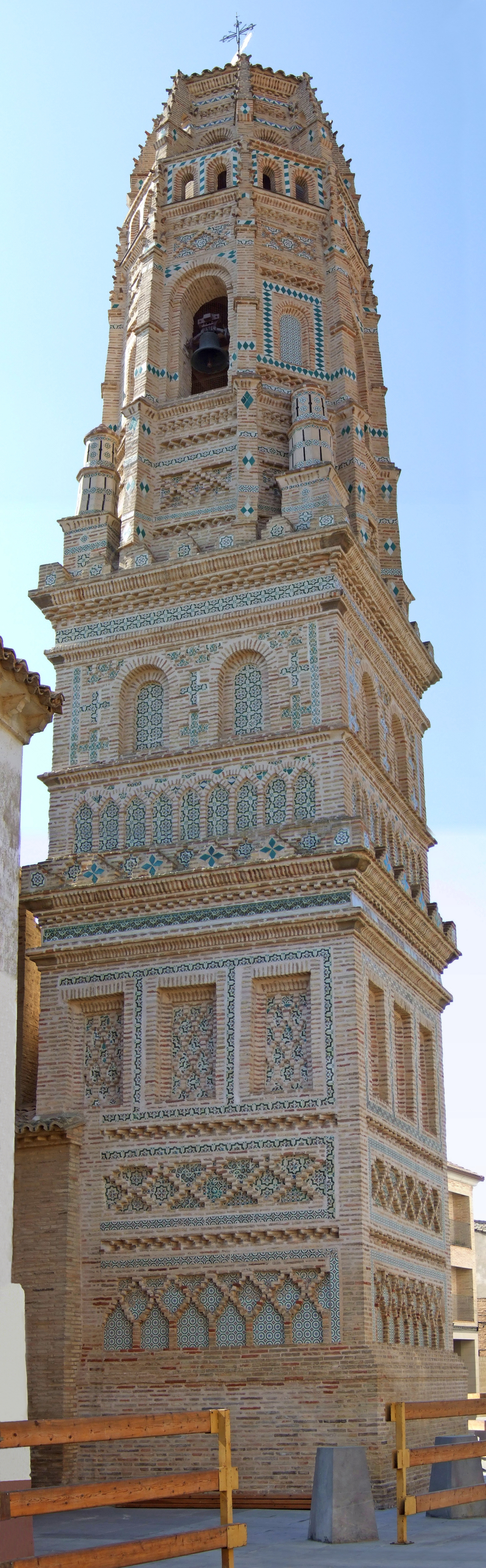
Clocher mudéjar de l'église d'Utebo.

  - Tordesillas : monastère royal Santa Clara (construit au XIVe siècle sous Alphonse XI, ce fut la résidence de Pierre Ier)
  - Talavera de la Reina : 
    - église Santiago el Nuevo
    - collégiale Santa Maria

  - Saragosse :
    - tour et église San Pablo (tour octogonale remarquable)[25],[5]
    - église San Gil Abad[19]
    - église San Miguel de los Navarros[26]
    - église Santa Maria Magdalena (tour et abside remarquable)[27]
    - Convento del Santo Sepulcro

  - Tobed : église-forteresse de Santa María (ou église de la Vierge)[5],[28],[29]
  - Alfauir (Valence) : cloître gothico-mudéjar du monastère Saint-Jérôme de Cotalba.
  - Peñafiel : couvent San Pablo[30]

- XVe siècle
  - Alfajarín : tour de l'église San Miguel Arcángel (1486)
  - Calatayud : cloître, abside et partie inférieure du clocher de l'église collégiale de Santa María la Mayor[31]
  - Tarazona : niveau médian du clocher, coupole et cloître de la cathédrale Santa María de la Huerta[32],[33],[34]

- XVIe siècle
  - Saragosse : tour-lanterne octogonale (cimborrio, 1520) de la cathédrale San Salvador[35]
  - Utebo : église de la Nuestra Señora de la Asunción (remarquable Torre de los Espejos ornée de 8 000 azulejos)[36]
  - Calatayud : tour de l'église Saint-André[37]

Il est à noter, même s'il a des origines différentes, qu'un style gothique de brique s'est aussi développé dans le sud de la France (gothique méridional) et dans le nord de l'Europe (et plus particulièrement en Flandre, dans le Nord de l'Allemagne et dans les régions de la mer Baltique).

#### Style gothico-mudéjar de pierre
Le « style gothico-mudéjar de pierre »  est représenté par des églises construites non plus en brique mais en pierre de taille, telles les églises dites fernandines (iglesias fernandinas) construites à Cordoue par le roi Ferdinand III de Castille (Fernando III) après la reconquête de Cordoue en 1236.
Ce style caractérise essentiellement les villes andalouses reconquises au milieu du XIIIe siècle : Cordoue (1236), Séville (1248), Jerez de la Frontera (1261) et Vejer de la Frontera.
- XIIIe siècle
  - Cordoue : églises fernandines (iglesias fernandinas) :
    - église de San Nicolás de la Villa
    - église San Miguel
    - église Santa Marina de Aguas Santas
    - église Santiago
    - église de la Magdalena
    - église San Lorenzo (grande rosace gothico-mudéjare)[15]
    - église San Pedro

  - Cordoue : Porte du Pardon

- XIVe siècle
  - Jerez de la Frontera : église San Dioniso
  - Vejer de la Frontera : église San Salvador
  - Séville : église San Marco

- XVe siècle
  - Guadalupe : monastère royal de Santa María (cloître mudéjar, 1405)

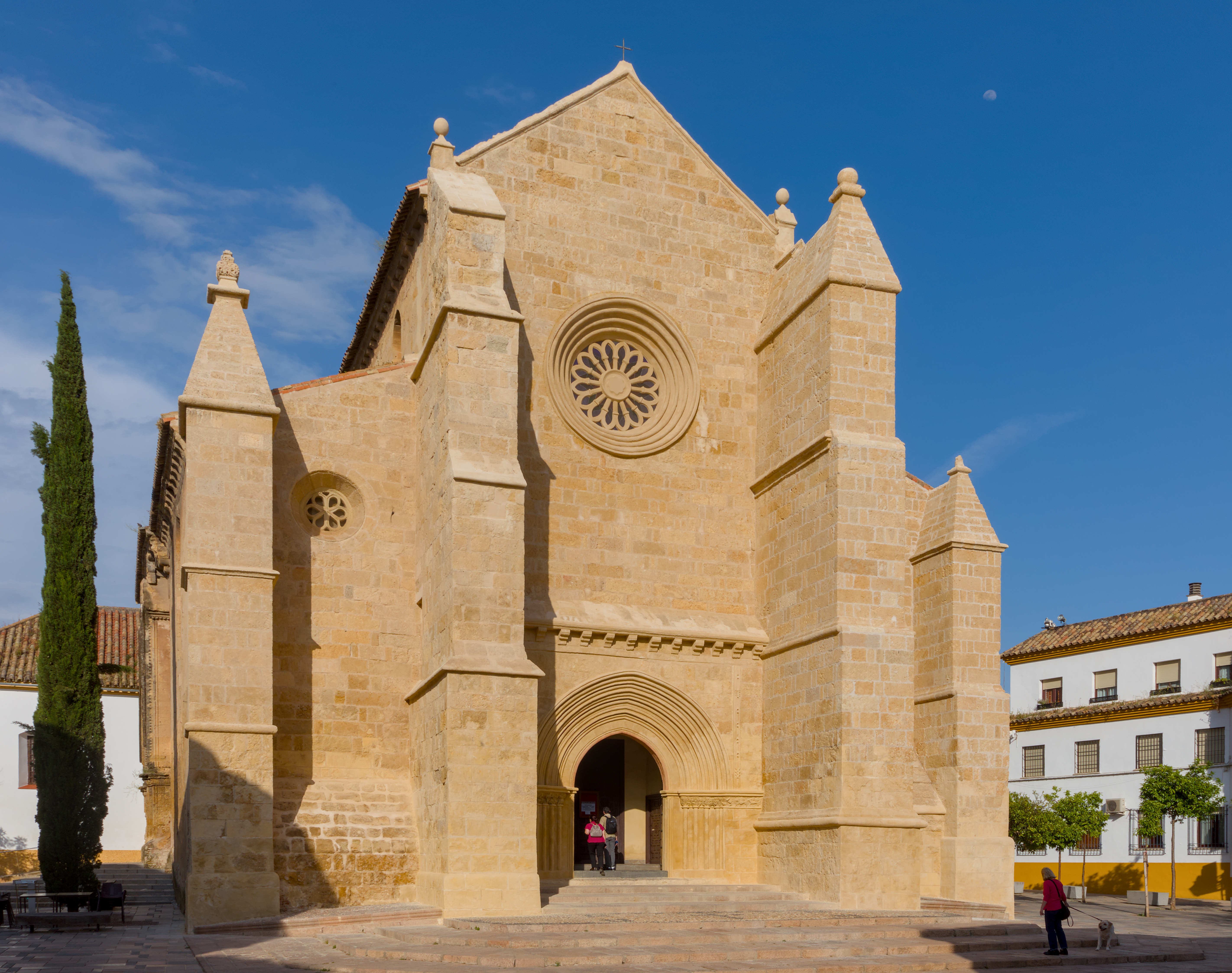
Église Santa Marina de Cordoue.
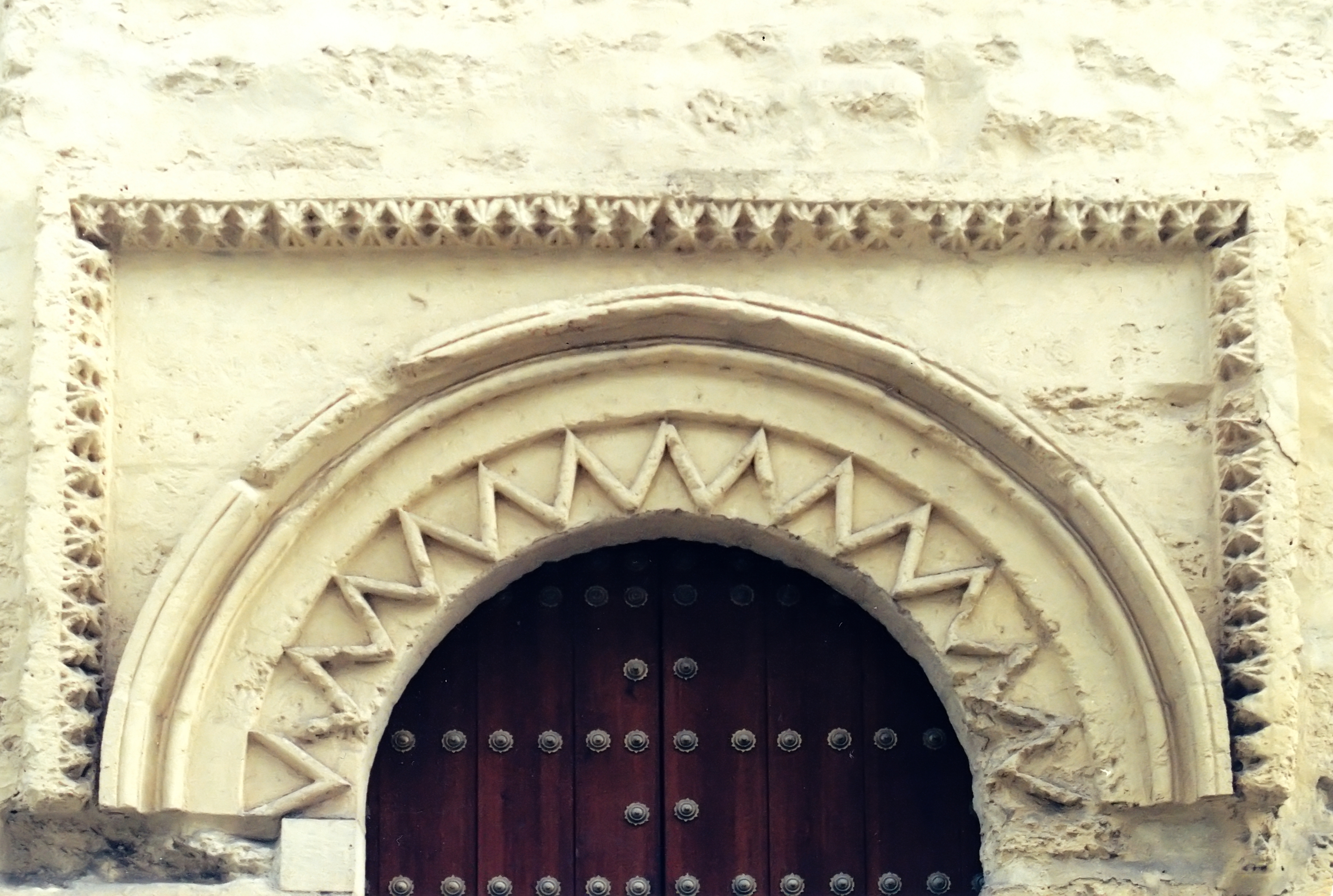
L'arc et l'alfiz du portail méridional de l'église de la Magdalena.
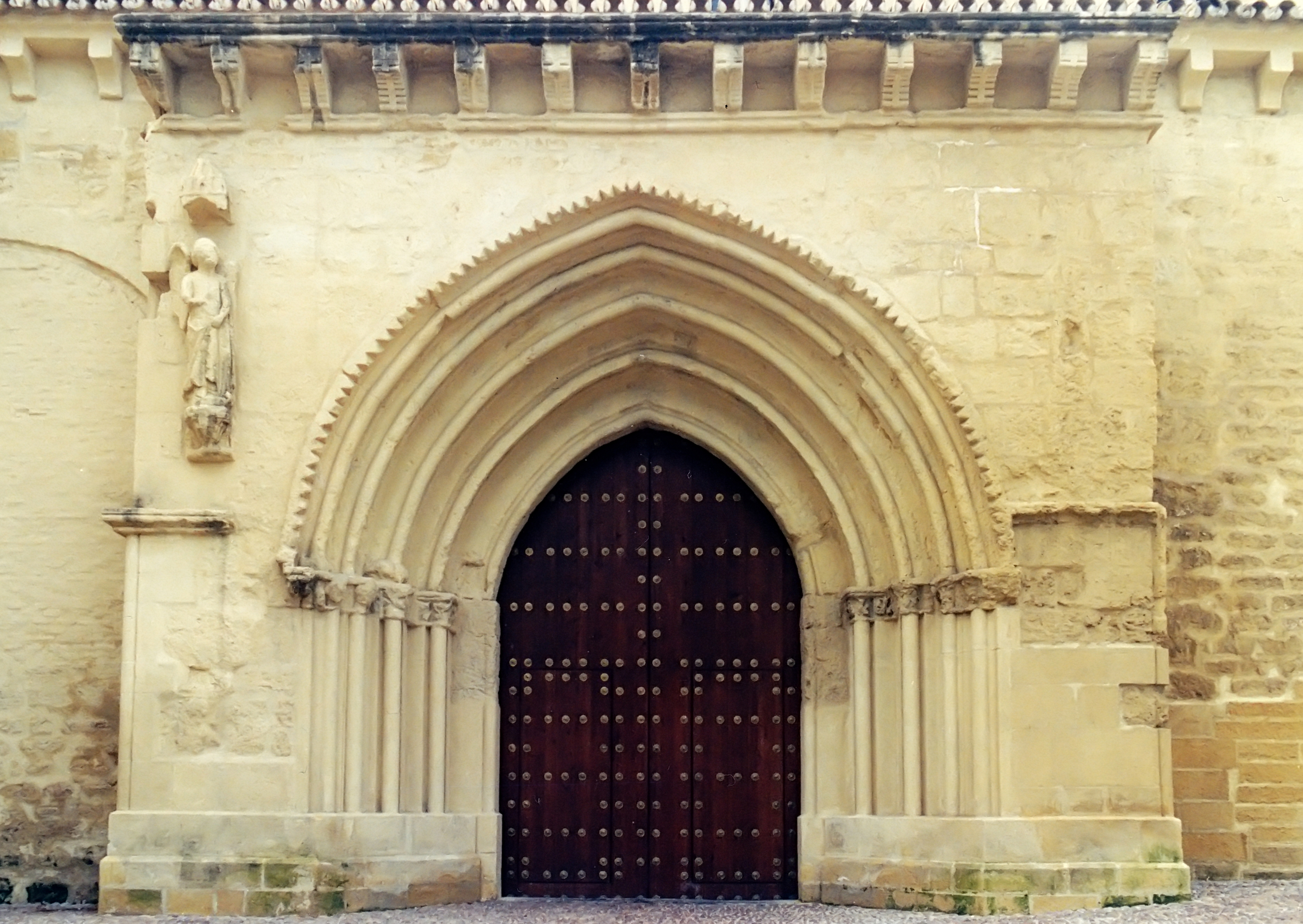
Le portail nord de l'église de la Magdalena.
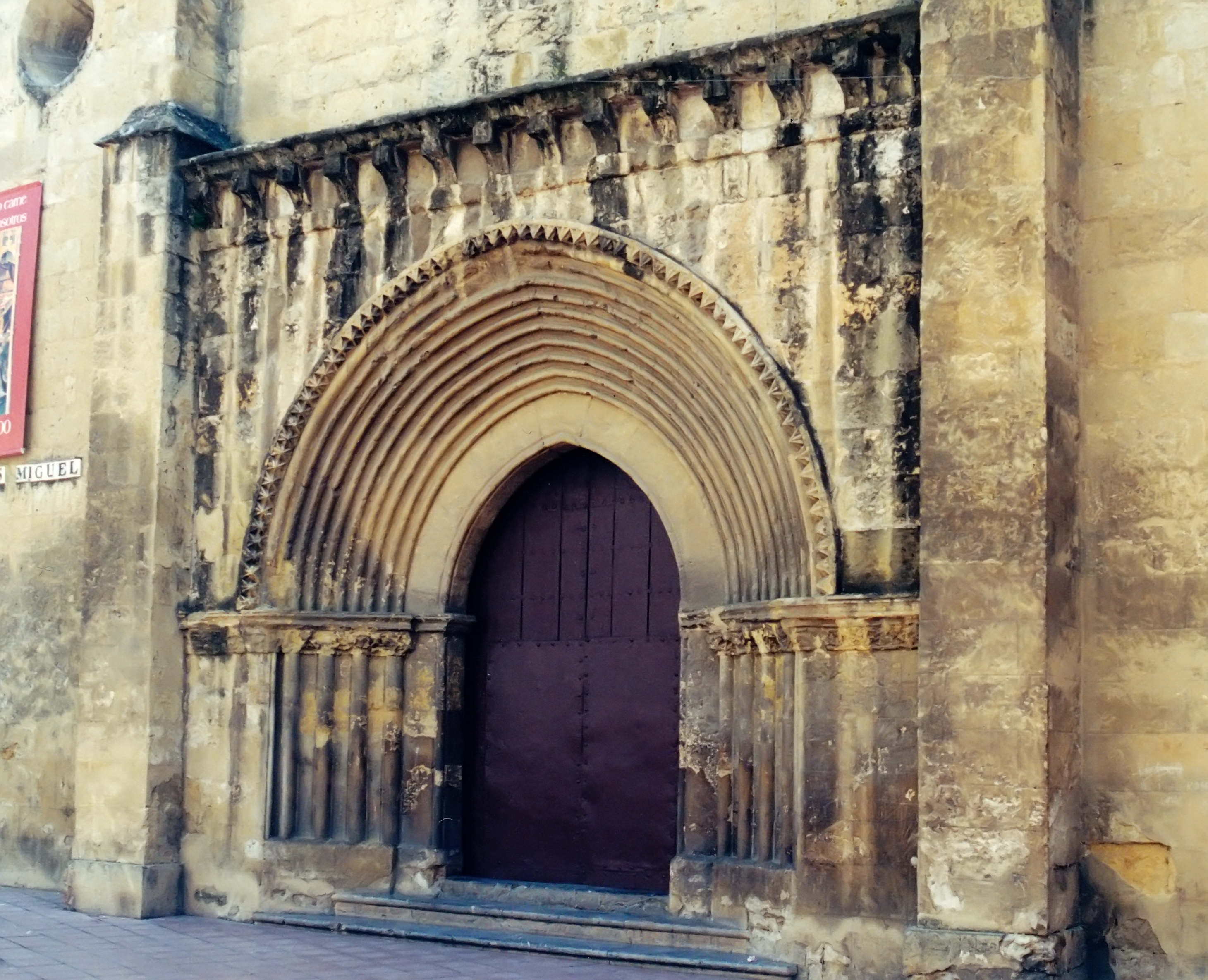
Portail de l'église Saint-Michel.

### Architecture judéo-mudéjare
- Cordoue : Synagogue[38]
- Tolède : 

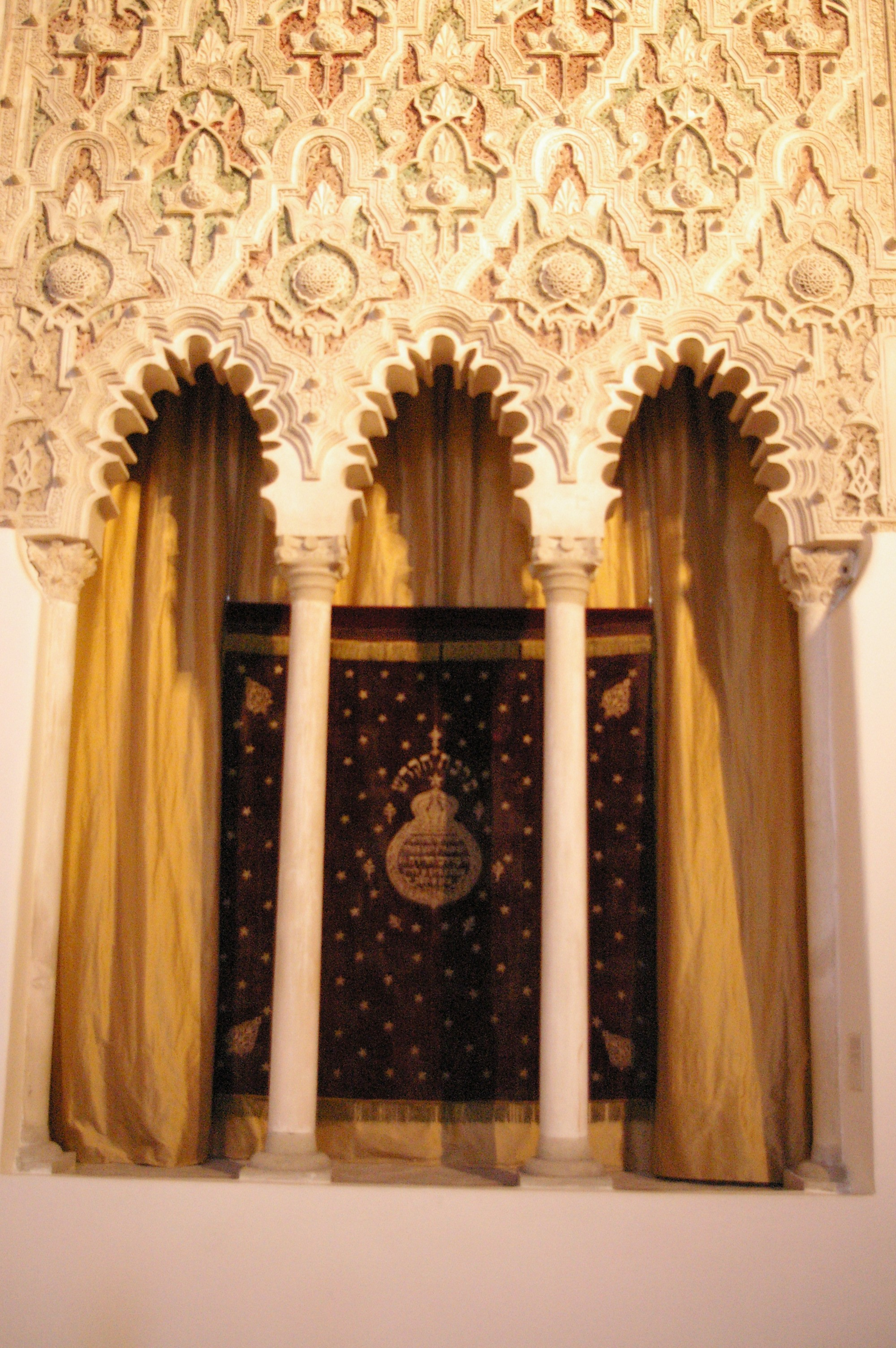
L'arche sainte de la synagogue El Tránsito de Tolède.

  - Synagogue Santa María La Blanca[14],[39] (1180; transformée en église en 1405)
  - Synagogue El Tránsito (1355-1387; transformée en église en 1492),[38]

### Architecture mudéjare de cour
La première manifestation du style mudéjar de cour se situe dans la chapelle de l'Assomption, dans le cloître roman du Monastère de las Huelgas à Burgos : cette chapelle, connue autrefois sous le nom de las Caustrillas, a été édifiée vers 1180-1190 en style almohade par des artistes musulmans venus vraisemblablement de Séville,.  
- Cordoue : Alcazar des rois chrétiens de Cordoue (1328)
- Séville : Alcazar de Pierre Ier (1369)[41],[42]
- Saragosse : palais mudéjar de Pierre IV d'Aragon au sein du palais de l'Aljaferia (deuxième moitié du XIVe siècle)

L'Alcazar de Séville est un palais mudéjar éclectique mélangeant tous les styles mentionnés plus haut :
- remparts : merlons de type almohade

- façade du palais de Pierre Ier : arcs polylobés de tradition omeyyade, arcs sous sebka de tradition almohade,  arcs en plein cintre surhaussés de tradition nasride

- Patio de las Doncellas (cour des Demoiselles) : grands arcs polylobés brisés hérités de l'architecture des royaumes de taïfa, sebka de tradition almohade, arcs à muqarnas de tradition nasride

- Patio de las Munecas (cour des Poupées) : arcs en plein cintre de tradition nasride

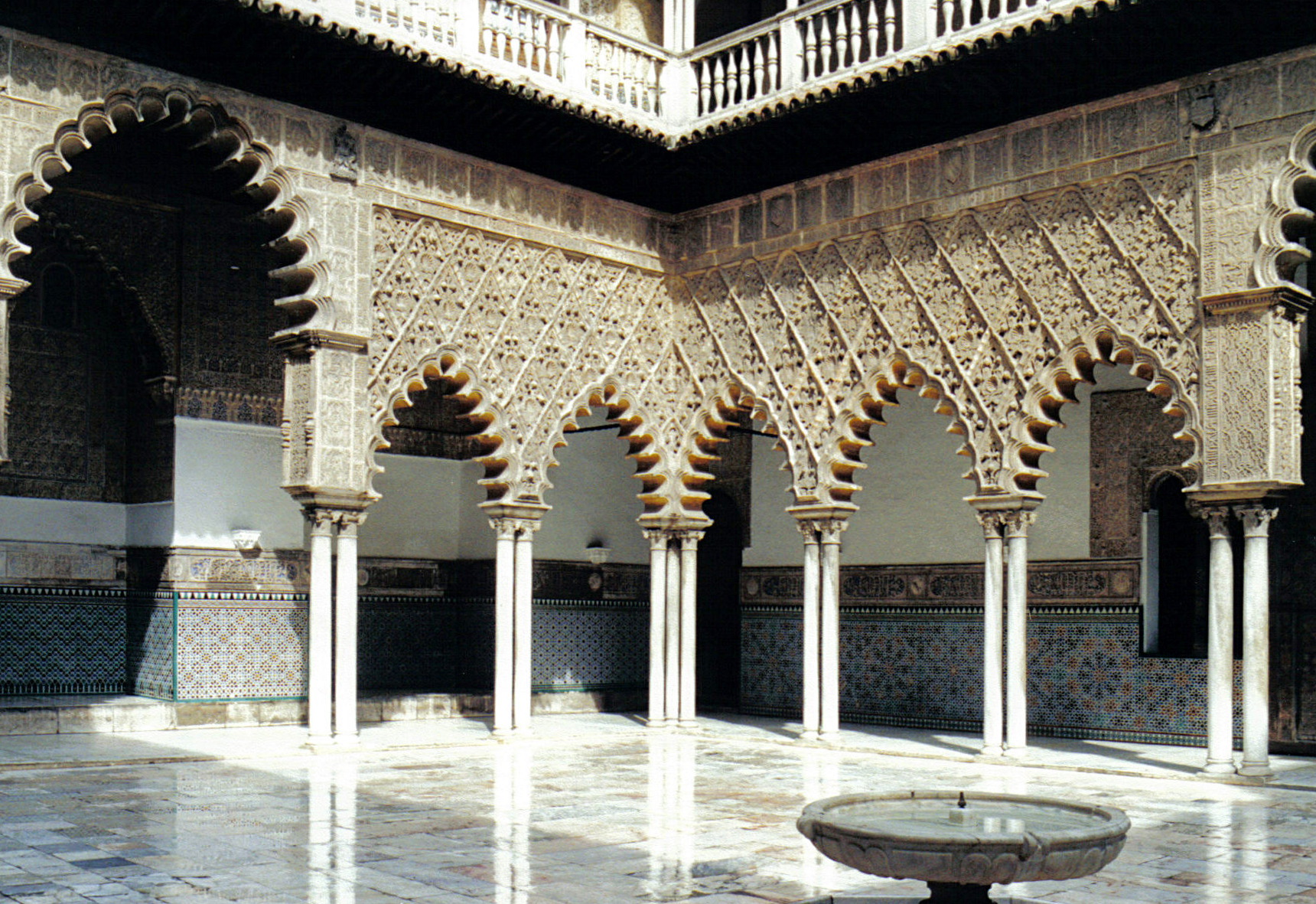
Alcazar de Séville : grands arcs polylobés brisés sous sebka du Patio de la Doncellas.
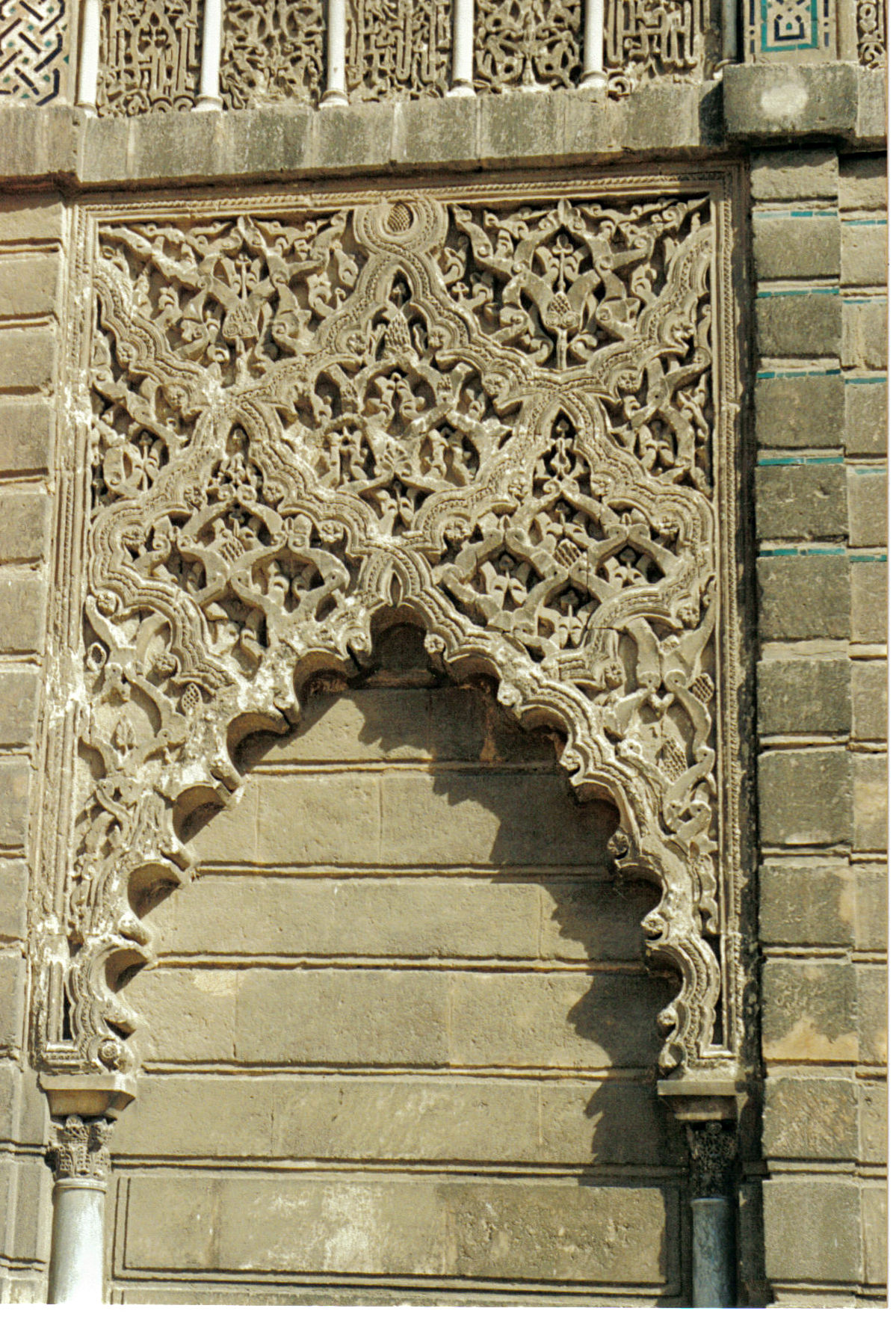
Alcazar de Séville : arc sous sebka d'inspiration almohade.
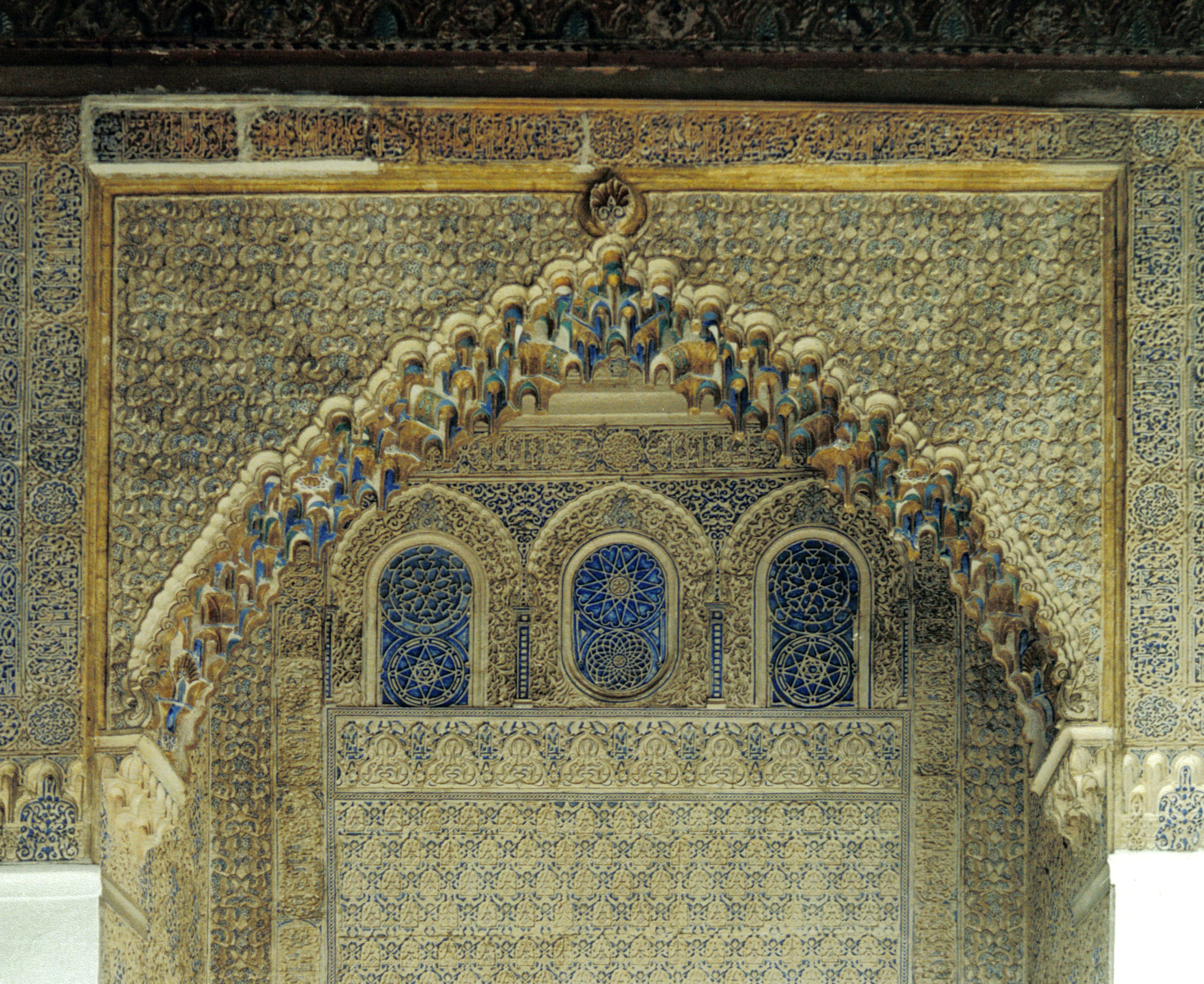
Arc à muqarnas de l'Alcazar de Séville.
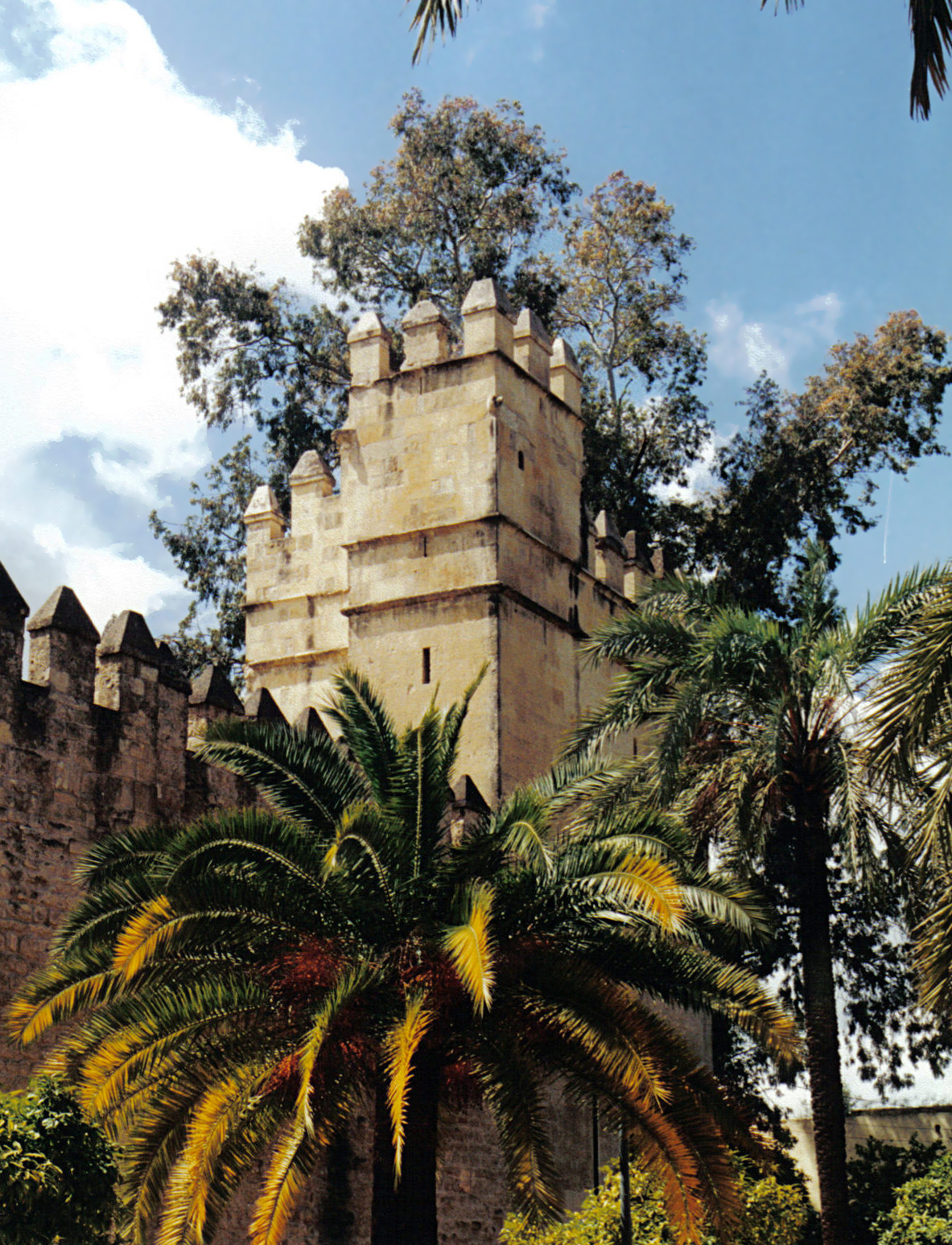
Alcazar des rois chrétiens de Cordoue.
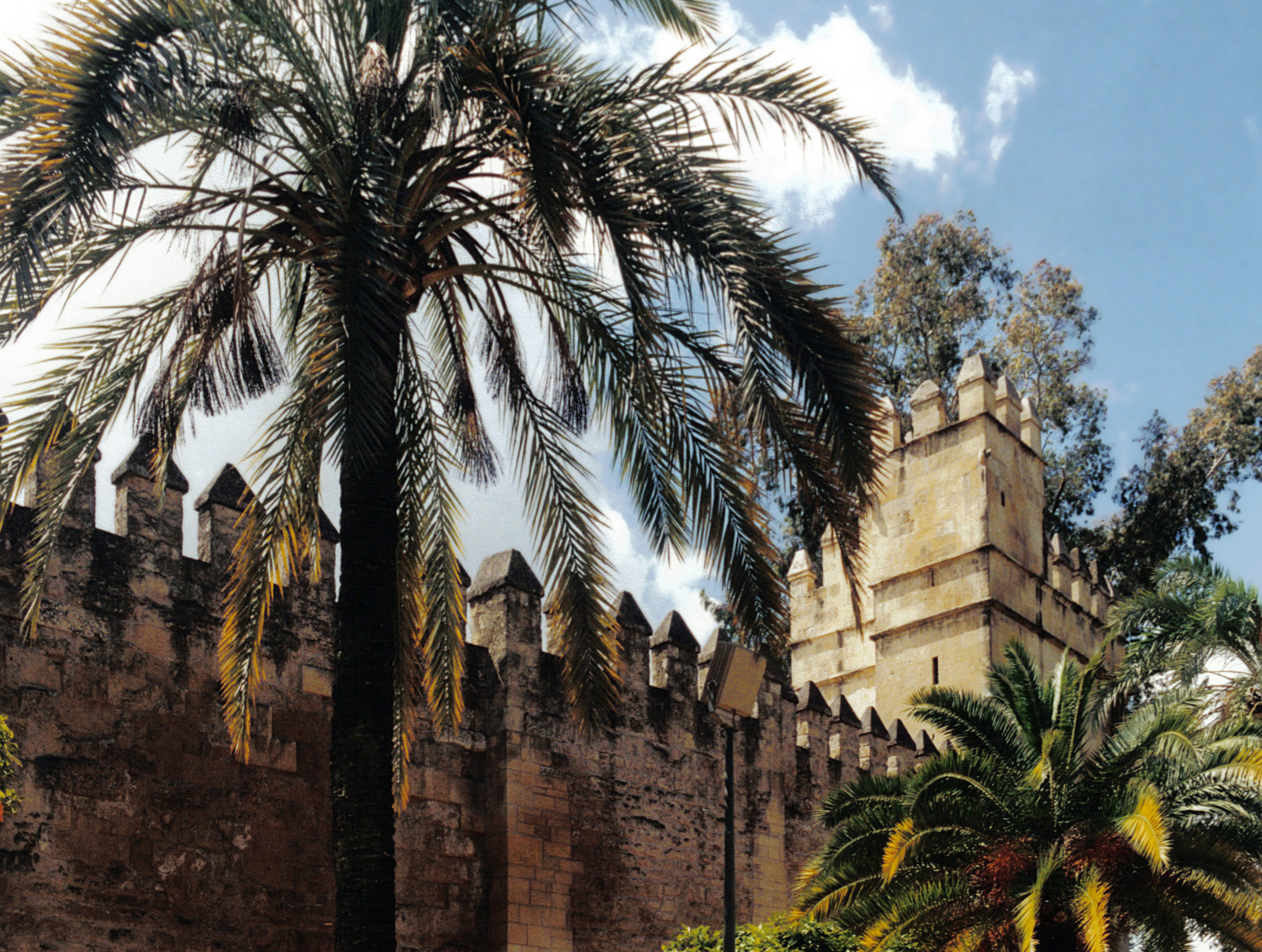
Alcazar des rois chrétiens de Cordoue.

### Architecture mudéjare militaire

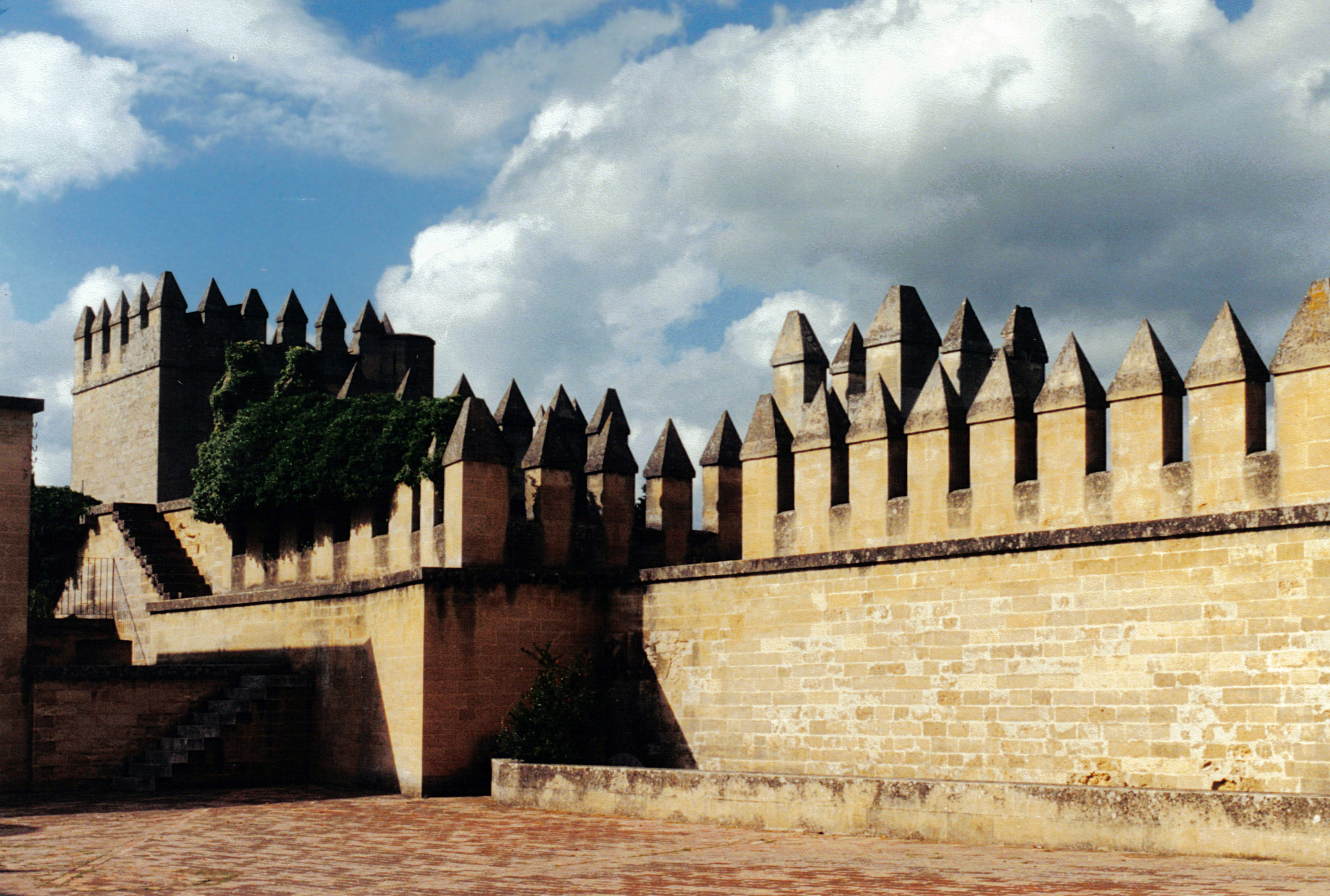
Château d'Almodovar del Río.

- Tolède : Puerta del Sol (XIIIe siècle)
- Ciudad Real : porte de Tolède (XIVe siècle)
- Cordoue : 
  - agrandissement de la tour de la Calahorra par Henri II de Castille en 1369
  - réédification de la tour de la Malmuerta par Henri III de Castille en 1406
- Château de Coca (XVe siècle)
- Château d'Almodovar del Río réédifiée en 1902 par le comte de Torralva[43]

### Architecture mudéjare de la Renaissance
- Tolède : Taller del Moro (Atelier du Maure)
- Séville : Casa de Pilatos (Maison de Pilate) (1540)
- Séville : Puerta del Perdón (Porte du Pardon) (1552)